# عبد الرحمن وائل
عبد الرحمن وائل (مواليد 7 سبتمبر 1995) هو لاعب تايكوندو مصري، مثّل مصر في الألعاب الأولمبية الصيفية 2020 في طوكيو.

## المشاركة الأولمبية

### طوكيو 2020
| الرياضيّ         | الحدث                                                       | التصفيات      | دور الـ16                 | ربع النهائي                     | نصف النهائي   | الترضية       | النهائي / م.ب. | النهائي / م.ب. |          |
| الرياضيّ         | الحدث                                                       | الخصم النتيجة | الخصم النتيجة             | الخصم النتيجة                   | الخصم النتيجة | الخصم النتيجة | الخصم النتيجة  | الترتيب        |          |
| --------------- | ----------------------------------------------------------- | ------------- | ------------------------- | ------------------------------- | ------------- | ------------- | -------------- | -------------- | -------- |
| عبد الرحمن وائل | التايكوندو في الألعاب الأولمبية الصيفية 2020 – رجال 68 كجم ‏ | –             | Pérez (إسبانيا) · ف 22–20 | Husić (البوسنة والهرسك) · خ 7–8 | لم يتأهل      | لم يتأهل      | لم يتأهل       | لم يتأهل       | لم يتأهل |

## روابط خارجية
- عبد الرحمن وائل على موقع TaekwondoData.com (الإنجليزية)
- عبد الرحمن وائل على موقع أوليمبيديا (الإنجليزية)